# Dibrivne, Lohvîțea
Dibrivne (în ucraineană Дібрівне) este un sat în comuna Poharșciîna din raionul Lohvîțea, regiunea Poltava, Ucraina.

## Demografie
Componența lingvistică a localității Dibrivne
     Ucraineană (98,55%)
     Rusă (1,45%)
Conform recensământului din 2001, majoritatea populației localității Dibrivne era vorbitoare de ucraineană (98,55%), existând în minoritate și vorbitori de rusă (1,45%).